# Roue stabilisatrice

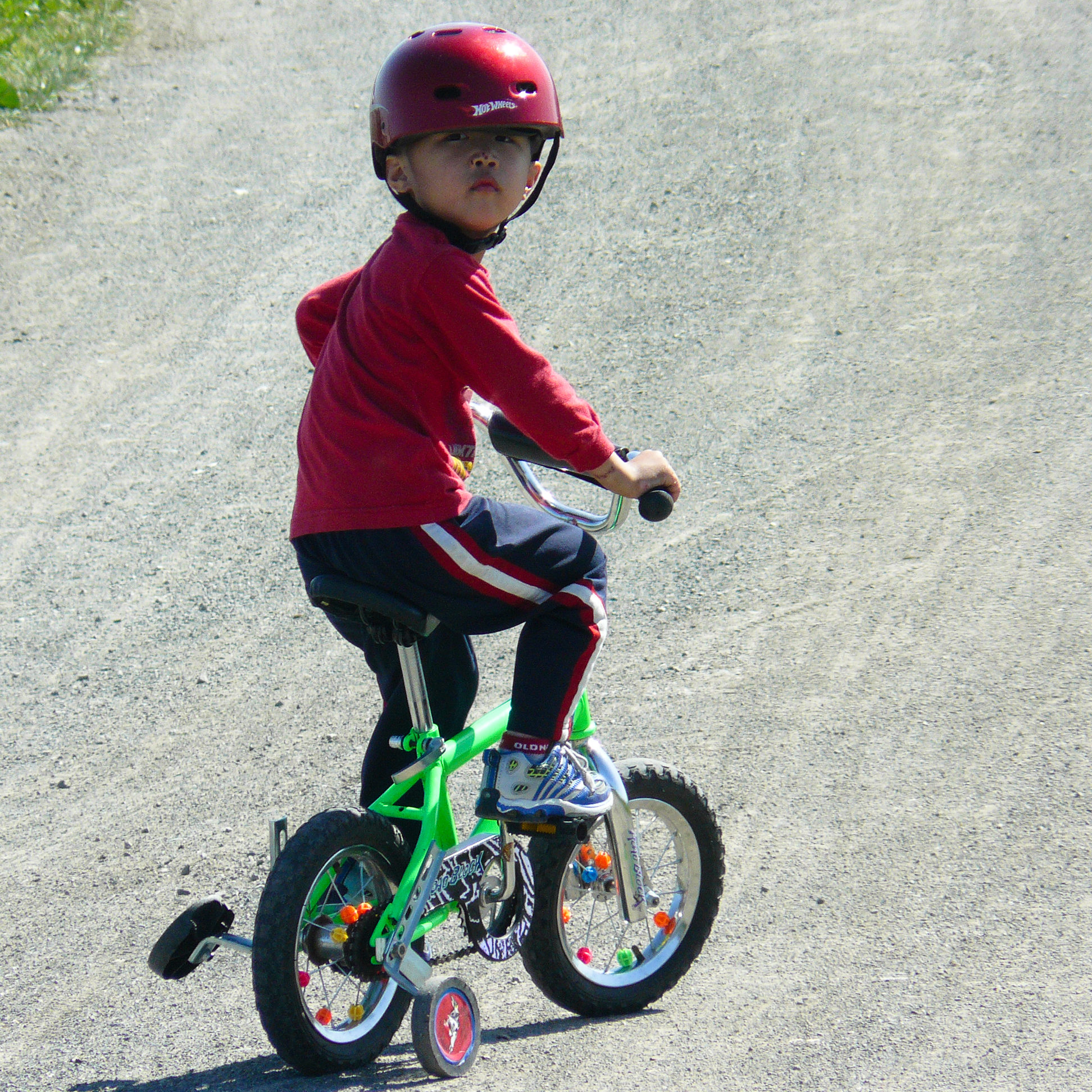
Enfant montant un vélo doté de roues stabilisatrices

Les roues stabilisatrices sont des petites roues latérales ajoutées à un vélo destiné à un très jeune enfant. Les roues stabilisatrices permettent de faciliter l'apprentissage de la bicyclette, en évitant toute chute.